# Трещаківський Лев
Лев Трещакі́вський (1810, Станиславів, нині Івано-Франківськ — 16 травня 1874, Городок) — галицький громадський діяч, греко-католицький священник, діяч Головної Руської Ради, учасник Собору руських учених 1848 року, член-засновник «Галицької-Руської Матиці».

## Життєпис
Народився 1810 року. Закінчив Львівську духовну семінарію. Після висвячення в священичий сан 1840 року, один рік був сотрудником (укр. співробітником) парафії села Пістинь на Косівщині. У 1841–1843 роках — адміністратор парафії села Королівка на Івано-Франківщині. Довголітній парох Рудна (1843–1860) і Городка (1860–1874). Залишив по собі в рудненській парафії гарну пасіку та великий сад.
1849 року він від імені Головної Руської Ради звернувся до австрійського уряду щодо безоплатної передачі руїн Львівського університету та земельної ділянки біля них для будівництва Національного інституту «Народний Дім».

У 1861–1866 роках — посол до Галицького сойму (від IV курії, округ Городок — Янів, входив до «Руського клубу», 1866 року замість нього було обрано війта Великої Вишеньки Івана Ковалишина мандат 2 рази не був підтверджений у 1863, 1865 роках, брав участь у засіданнях до остаточного позбавлення повноважень). 
|  | розумів цю справу… поставив внесок… в червні 1849 року збудувати у Львові Народний Дім… в ньому заснувати велику бібліотеку, в якій мала б бути читальня. |

Автор:
- статей у «Зорі Галицькій» та інших газетах;
- першого українського підручника пасічництва («Наука о пчоловодстві»( укр. "Наука про бджільництво"), 1855).

## Вшанування
1993 року на честь Лева Трещаківського названо вулицю у Львові.